# Tập phim
Tập phim hay tập chương trình (tiếng Anh: episode) hay thường gọi đơn giản là tập, là một đơn vị tường thuật gắn kết bên trong một tác phẩm kịch rộng lớn hơn, ví dụ như các chương trình phát thanh hoặc truyền hình (bao gồm cả các bộ phim).

## Mô tả
Tập phim thường để chỉ các đơn vị trong một chương trình truyền hình hoặc phát thanh. Mỗi tập sẽ đi tuần tự giống như một chương trong cuốn sách. Các tập phim hiện đại kéo dài điển hình từ 20 đến 40 phút.

## Từ nguyên
Tập phim thường được gọi tắt là tập (tiếng Anh: ep).